# Amina Pirani Maggi
Pour les articles homonymes, voir Pirani.
Amina Pirani Maggi (née à Vérone le 15 janvier 1892 et morte à Rome le 10 novembre 1979) est une actrice  italienne. 

## Filmographie partielle
- 1934 : Seconda B de Goffredo Alessandrini
- 1939 : Mille Lires par mois ( Mille lire al mese  ) de Max Neufeld
- 1939 : Montevergine de Carlo Campogalliani
- 1940 : Lucrezia Borgia de Hans Hinrich
- 1940 :  Manon Lescaut de Carmine Gallone
- 1941 :  Le roi s'amuse (Il re si diverte de  Mario Bonnard
- 1942 :  Luisa Sanfelice de  Leo Menardi
- 1942 : La Dame de l'Ouest (Una signora dell'ovest) de  Carl Koch
- 1945 : L'Innocent Casimir (L'innocente Casimiro) de Carlo Campogalliani
- 1952 :  Qui est sans péché ? ( Chi è senza peccato... ) de Raffaello Matarazzo
- 1952 : Abracadabra de  Max Neufeld
- 1952 : Heureuse Époque (Altri tempi - Zibaldone n. 1) d'Alessandro Blasetti
- 1956 : Totò lascia o raddoppia? de Camillo Mastrocinque
- 1957 : La Belle et le Corsaire (Il corsaro della Mezza Luna) de G. M. Scotese
- 1958 : Amour et Ennuis (Amore e guai) d'Angelo Dorigo
- 1961 : Le Glaive du conquérant (Rosmunda  e Alboino ) de Carlo Campogalliani